# Ambula
Ambula är en ort i Montenegro. Den ligger i den södra delen av landet. Ambula ligger 10 meter över havet och antalet invånare är 195.
Terrängen runt Ambula är platt åt sydost, men åt nordväst är den kuperad. Trakten runt Ambula består till största delen av jordbruksmark.